# 哈莫尼 (伊利諾伊州傑佛遜縣)
哈莫尼（英語：Harmony）是位於美國伊利諾伊州傑佛遜縣的一個非建制地區。該地的面積和人口皆未知。

## 地理
哈莫尼的座標為38°24′46″N 88°47′34″W / 38.41278°N 88.79278°W，而該地的平均海拔高度為165米（即541英尺）。